# Faro de Walde
El faro de Walde es un faro sobre pilotes de rosca ubicado en Marck, comuna francesa cercana a Calais, en el departamento de Paso de Calais, precisamente el sitio que separa el Mar del Norte con el Canal de la Mancha.
Su innovadora estructura metálica redujo los costes de construcción considerablemente. La estructura fue fabricada en Inglaterra y transladad a Francia en 1857. La linterna fue encendida por primera vez en 1859. Estaba situada a 11 metros sobre el nivel de máxima marea.

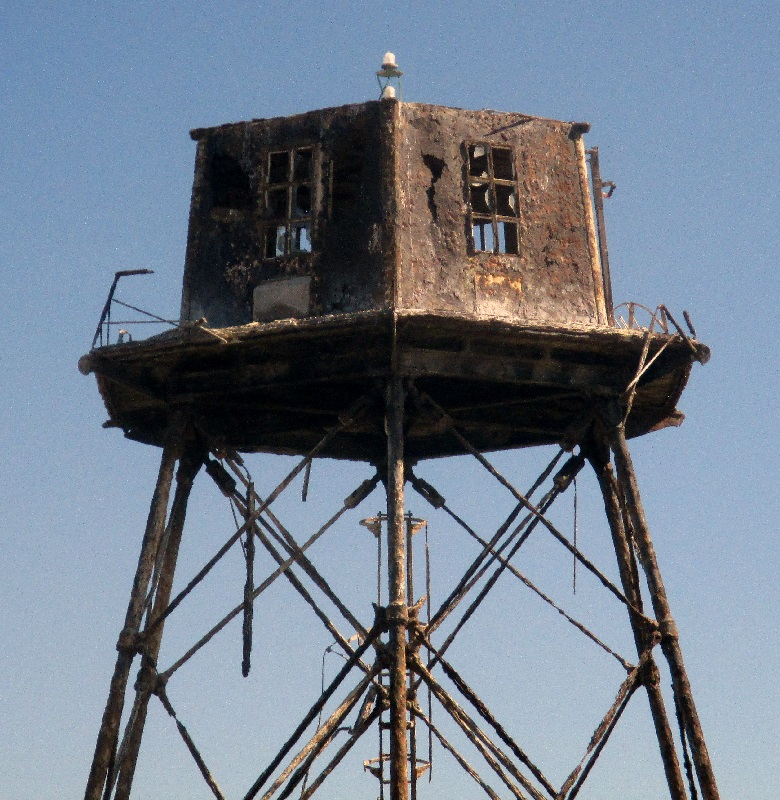
Detalle de la plataforma en 2016.

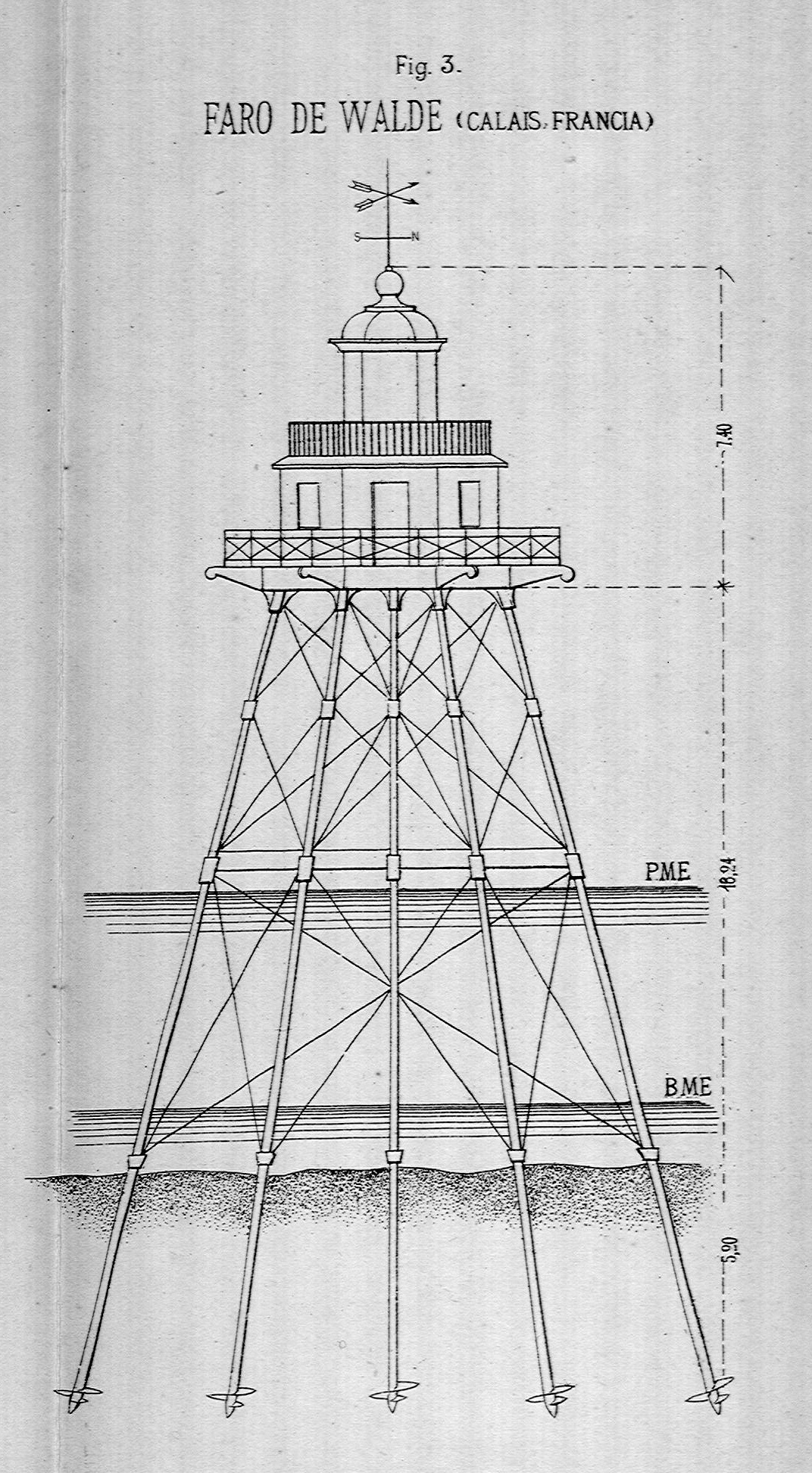
Faro de Walde según dibujo de José Eugenio Ribera